# Christian Wüster (Dramatiker)

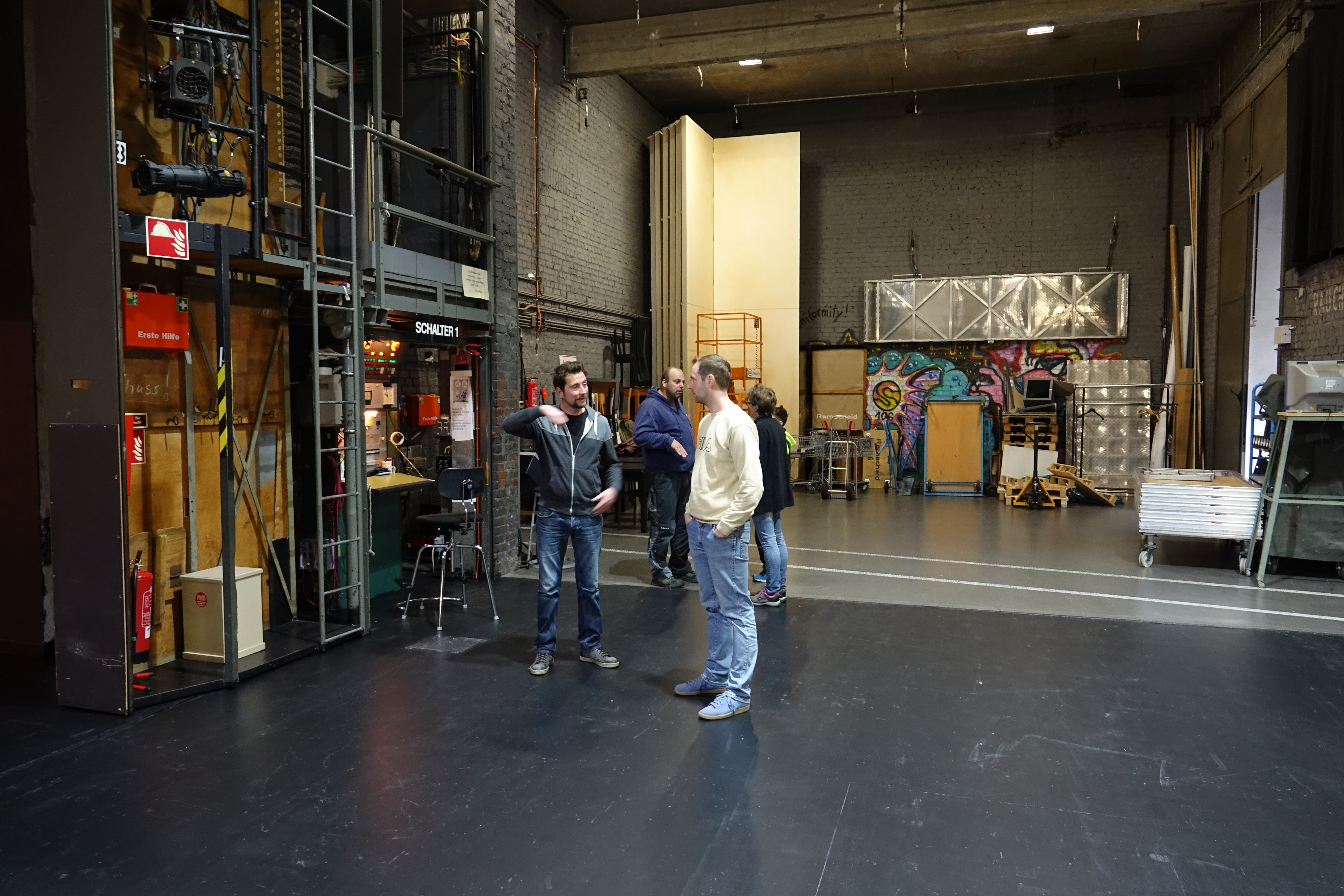
Christian Wüster während eines Bühnenaufbaus (r., helles Oberteil)

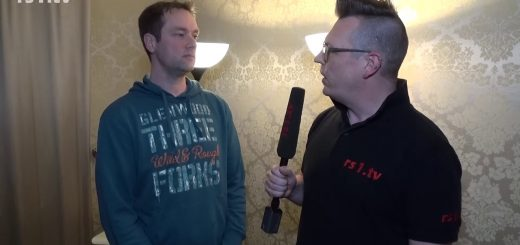
Interview aus 01/2020. Screenshot: rs1.tv

Christian Wüster (* 3. Oktober 1984 in Remscheid) ist ein deutscher Dramatiker sowie Heimat- und Mundartdichter.

## Leben

### Elternhaus & Schulzeit
Christian Wüster wurde als erstes und einziges Kind am 3. Oktober 1984 in Remscheid-Lennep geboren, wo er auch sein erstes Lebensjahr verbrachte. Danach zog die Familie in das Haus des Großvaters väterlicherseits, wo Wüster dann seine Kinder- und Jugendjahre verbrachte.
Er besuche zuerst die örtliche Grundschule (Katholische Grundschule Lüttringhausen), anschließend die Realschule und abschließend, im Rahmen einer kaufmännischen Lehre das sogenannte Wirtschaftsgymnasium (Berufskolleg für Wirtschaft und Verwaltung), ebenfalls in Remscheid.
Früh begann er, schon ab dem Kindergarten, kleinere Sketche aufzuführen und entdeckte seine Leidenschaft für Bühne und Theater.

### Anfänge und Werdegang
Nach der Schule begann Wüster zunächst als Laiendarsteller bei der Lüttringhauser Volksbühne in einigen Schwänken in Plattdeutscher Sprache mitzuwirken. Im Rahmen dieser Aufführungen begann er, sich intensiver mit der örtlichen, niederdeutschen Mundart zu beschäftigen.
2014 schließlich, nachdem klar war, dass es im Großen und Ganzen keinen reichen Schatz mehr an neuen, aktuellen Stücken in Bergischer Mundart („Remscheider/Lüttringhauser Platt“) gibt, schrieb Wüster einen ersten Schwank (Frack met allem Dröm und Draan), der auch im gleichen Jahr als Premiere aufgeführt wurde, weitere Freilichtaufführungen nach sich zog und schließlich im Stadttheater der Stadt Remscheid seine Premiere im Innentheater feierte.
Nach der durch die örtliche Presse positive Resonanz motiviert, erarbeitete Christian Wüster mehrere Stücke des gleichen Genres, blieb also im Bereich der Schwänke und Komödien, wobei sämtliche Stücke mehrfach aufgeführt wurden (Siehe 2. Werke). Wüsters Stücke werden seitdem jährlich im städtischen Theater der Stadt Remscheid aufgeführt.
Die Jahre ab 2014 führten ihn in die USA, wo Wüster sich an anderen Genres versuchte und sein erstes Drama Nothing without Providence schrieb, dass vorwiegend in den sogenannten Mountain States, sowie in Texas und an der Ostküste der USA entstand. Um nicht in einer literarischen Genre-Schublade zu landen, bzw. um sein Können weiter zu fächern, begann Wüster sich schließlich anderen Genres zu widmen, gründete in diesem Rahmen auch seine erste, eigene Theatergruppe, die er „WUESTheatER“ nannte. Die erste, daraus resultierende Nicht-Komödie trägt den Namen Renaissance und Anachronismus, wird dem Epischen/Analytischen Theater zugerechnet und feierte am 21. Januar 2020 Premiere. Weitere Aufführungen konnten aufgrund der Corona-Pandemie bisher nicht stattfinden, jedoch feierte das kammerspielartige Drama Der Durchbruch im Westdeutschen Tourneetheater im November 2021 Premiere.

### Privatleben
Wüster lebt und arbeitet in Remscheid, sowie in Colorado Springs, nahe Denver, USA. Dorthin unterhält er familiäre Bindungen. Lt. eigener Aussage zählt er Max Frisch, Friedrich Dürrenmatt, sowie Hannah Arendt zu seinen literarischen Vorbildern.
Er schreibt seine Stücke in drei Sprachen: Hochdeutsch, Bergisches Platt, sowie Amerikanisches Englisch.

## Trivia
Wüster tritt auch regelmäßig im Karneval auf. Er hatte u. a. Auftritte als Büttenredner im Karneval 2018 und 2019. Hier bekam Wüster seine erste Auszeichnung, den Karnevalsorden des Männerchors Germania/des Frauenchors Remscheid für herausragende Leistungen im Karneval 2019.

## Werke

### Schwänke & Komödien
- Frack met allem Dröm und Draan (2014)
- Dä Hochtiets-Ipekrätzer (2015)
- Schmettenfüö on Schängere’i (2016)
- Zoppen-düster förr de Borger Brezeln (2017)
- Üöhm Pitters Krüönselstrückelschen (2018)
- Wie der Steffenshammer auf den Himalaya kam (2019)
- Sechs Richtige für Nepomuk (2022)
- Ming(-)Vase (2023)[8]
- Das Bronchitis-Glöckchen oder Die Wirren der Männergrippe (Als Das Bronchitis-Glöckchen) (2023)[9]
- Schlussmachen für Fortgeschrittene (2023)[10]
- Die Ausgemeindung (2024)

### Dramen
- Nothing without Providence (2019/2020)
- Renaissance und Anachronismus (2020)
- Der Durchbruch (2021)[11]
- Midas und die Materie der Theologie (2023)[12]
- Ein Eulenspiegel unterm Hakenkreuz (2023)
- Das Mädchen mit dem Flakonfläschchen (2023)[13]
- Eine Tochter (2024)
- RadiKarla (2024)
- Der Schmetterling (2025)

### Sonstiges
- Faires Dinner (Wohltätigkeitsveranstaltung) – Imitation historischer Persönlichkeiten/Schauspiel (2018)
- Remscheid „Knatsch verdötsch“ – Satire/Büttenrede/Sketch 1. Teil (2018)
- Remscheid „Knatsch verdötsch“ – Satire/Büttenrede/Sketch 2. Teil (2018)
- Remscheid „Knatsch verdötsch“ – Satire/Büttenrede/Sketch (2019)